# Spécification fonctionnelle
La spécification fonctionnelle est la description des fonctions d'un logiciel en vue de sa réalisation.
La spécification fonctionnelle décrit dans le détail la façon dont les exigences seront prises en compte.
Un exemple d'exigence est l'adaptation d'un progiciel à l'utilisateur en ce qui concerne la langue (le français dans les pays francophones).
Une spécification fonctionnelle est indépendante de la façon dont sera réalisé le logiciel en question. Elle doit être exprimée en termes de fonctions et non pas en termes de solutions.
Il existe deux sortes de spécifications fonctionnelles :
- Les spécifications fonctionnelles générales (SFG), qui décrivent le modèle métier, élaborées par la maîtrise d'ouvrage,
- Les spécifications fonctionnelles détaillées (SFD), qui sont élaborées par la maîtrise d'œuvre.